# Роули, Артур
Джо́рдж А́ртур Ро́ули, (англ. George Arthur Rowley; 21 апреля 1926 — 19 декабря 2002) — английский футболист. Является обладателем рекорда по наибольшему количеству голов в Футбольной лиге, забив 434 мяча в 619 матчах. Младший брат легендарного нападающего «Манчестер Юнайтед» Джека Роули.

## Клубная карьера

### «Вест Бромвич Альбион»
Роули начал играть в футбол на любительском уровне за «Вулверхэмптон Уондерерс». С 1941 по 1944 год вместе со своим братом Джеком играл за «Манчестер Юнайтед». В 1944 году подписал профессиональный контракт с «Вест Бромвич Альбион». Однако ему не удалось по-настоящему проявить свои качества в клубе.

### «Фулхэм»
В начале сезона 1948/49 «Альбион» продал Роули в «Фулхэм», в котором он сумел быстро адаптироваться, забив 19 голов в 22 матчах и помог клубу выиграть чемпионский титул Второго дивизиона.
После выхода клуба в Первый дивизион Роули не смог демонстрировать такие же высокие голевые показатели, забив лишь 8 мячей в сезоне 1949/50.

### «Лестер Сити»
По завершении своего первого сезона в высшем дивизионе английского футбола (1950 год), Роули перешёл в «Лестер Сити». В «Лестере» он провёл девять лет и забил 251 гол в играх чемпионата, включая 44 гола в 42 матчах, которые Роули забил в 1957 году, когда клуб завоевал чемпионские медали Второго дивизиона.

### «Шрусбери Таун»
Летом 1958 года Роули покинул «Лестер», выступающий в Первом дивизионе, и стал играющим тренером в «Шрусбери Таун» недавно созданном Четвёртом дивизионе. В своём первом сезоне на «Гей Медоу» он помог клубу выйти в Третий дивизион, забив 38 голов в 43 матчах. Следующие шесть лет он также играл за клуб, забив в чемпионате 152 мяча.

## Тренерская карьера

### «Шеффилд Юнайтед»
Завершив карьеру игрока, Роули оставался в «Шрусбери» ещё на протяжении четырёх сезонов, после чего перешёл в «Шеффилд Юнайтед», в котором стал главным тренером 11 июля 1968 года. «Шеффилд» только что вылетел во Второй дивизион, но несмотря на несколько хороших трансферов, которые впоследствии сыграли роль в возвращении клуба в Первый дивизион, результаты игры команды были плохими, и Роули был уволен со своего поста 6 августа 1969 года.

### Завершение тренерской работы
Артур тренировал «Саутенд Юнайтед» с 1970 по 1976 годы, работал ассистентом главного тренера «Телфорд Юнайтед» и главным тренером клубов из низших дивизионов «Найтон Таун» и «Освестри Таун», после чего завершил тренерскую карьеру.

## Достижения

### Командные достижения
«Фулхэм»
- Чемпион Второго дивизиона Футбольной лиги: 1948/49

«Лестер Сити»
- Чемпион Второго дивизиона Футбольной лиги (2): 1953/54, 1956/57

«Шрусбери Таун»
- Чемпион Четвёртого дивизиона Футбольной лиги: 1958/59

### Личные достижения
- Лучший бомбардир Второго дивизиона Футбольной лиги (2): 1953, 1957
- Лучший бомбардир Четвёртого дивизиона Футбольной лиги: 1959
- Лучший бомбардир в истории «Шрусбери Таун»: 167 голов
- Рекордсмен «Лестер Сити» по количеству голов в сезоне лиги: 44 гола
- Рекордсмен «Шрусбери Таун» по количеству голов в сезоне лиги: 38 голов

## Статистика выступлений
| Клуб                 | Сезон            | Лига | Лига | Кубки | Кубки | Итого | Итого |
| Клуб                 | Сезон            | Игры | Голы | Игры  | Голы  | Игры  | Голы  |
| -------------------- | ---------------- | ---- | ---- | ----- | ----- | ----- | ----- |
| Вест Бромвич Альбион | 1946/47          | 2    | 0    | 0     | 0     | 2     | 0     |
| Вест Бромвич Альбион | 1947/48          | 21   | 4    | 1     | 1     | 22    | 5     |
| Вест Бромвич Альбион | 1948/49          | 1    | 0    | 0     | 0     | 1     | 0     |
| Вест Бромвич Альбион | Итого            | 24   | 4    | 1     | 1     | 25    | 5     |
| Фулхэм               | 1948/49          | 22   | 19   | 1     | 0     | 23    | 19    |
| Фулхэм               | 1949/50          | 34   | 8    | 2     | 0     | 36    | 8     |
| Фулхэм               | Итого            | 56   | 27   | 3     | 0     | 59    | 27    |
| Лестер Сити          | 1950/51          | 39   | 28   | 1     | 0     | 40    | 28    |
| Лестер Сити          | 1951/52          | 42   | 38   | 2     | 0     | 44    | 38    |
| Лестер Сити          | 1952/53          | 41   | 39   | 1     | 2     | 42    | 41    |
| Лестер Сити          | 1953/54          | 42   | 30   | 8     | 6     | 50    | 36    |
| Лестер Сити          | 1954/55          | 36   | 23   | 1     | 0     | 37    | 23    |
| Лестер Сити          | 1955/56          | 36   | 29   | 3     | 6     | 39    | 35    |
| Лестер Сити          | 1956/57          | 42   | 44   | 1     | 0     | 43    | 44    |
| Лестер Сити          | 1957/58          | 25   | 20   | 1     | 0     | 26    | 20    |
| Лестер Сити          | Итого            | 303  | 251  | 18    | 14    | 321   | 265   |
| Шрусбери Таун        | 1958/59          | 43   | 38   | 5     | 1     | 48    | 39    |
| Шрусбери Таун        | 1959/60          | 41   | 32   | 1     | 1     | 42    | 33    |
| Шрусбери Таун        | 1960/61          | 40   | 28   | 13    | 4     | 53    | 32    |
| Шрусбери Таун        | 1961/62          | 41   | 23   | 7     | 6     | 48    | 29    |
| Шрусбери Таун        | 1962/63          | 40   | 24   | 5     | 3     | 45    | 27    |
| Шрусбери Таун        | 1963/64          | 19   | 5    | 0     | 0     | 19    | 5     |
| Шрусбери Таун        | 1964/65          | 12   | 2    | 0     | 0     | 12    | 2     |
| Шрусбери Таун        | Итого            | 236  | 152  | 31    | 15    | 267   | 167   |
| Всего за карьеру     | Всего за карьеру | 619  | 434  | 53    | 30    | 672   | 464   |